# Hanne Decoutere
Hanne Decoutere (Hasselt, 18 januari 1980) is een Belgische journaliste en nieuwslezeres op de Vlaamse openbare omroep VRT.

## Studies
Hanne Decoutere groeide op in Kiewit en volgde de humaniora aan het Humaniora Virga Jesse in Hasselt. Daarna studeerde ze rechten aan de Katholieke Universiteit Leuven en aan de Universiteit van Parijs. Na deze studies behaalde ze een master in culturele studies. Naast haar studies deed ze aan atletiek en was ze een tijd danseres in Het Swingpaleis en bij K3.

## Carrière
In 2005 ging ze aan de slag bij de VRT voor het consumentenprogramma Ombudsjan met Jan Van Rompaey. Vanaf 2006 begon ze te werken voor de VRT Nieuwsdienst. Tussen 2006 en 2009 was ze politiek journaliste voor het programma Terzake en werkte ze mee aan verschillende verkiezingsshows. Vanaf 2010 was ze algemeen verslaggeefster bij Het Journaal met een specialisatie in asiel en migratie. In 2012 versloeg ze de Franse presidentsverkiezingen vanuit Parijs. Op 5 september 2012 volgde ze Freek Braeckman op als nieuwslezeres, die vanaf dan het praatprogramma Café Corsari ging presenteren.
In het politiek programma Niet tevreden stem terug over de lokale verkiezingen van 2012 bracht Decoutere verslag uit over campagneactiviteiten.
In 2018 begon Decoutere intensieve danstrainingen voor Hanne danst, een programma voor de VRT waarin ze de draad van het dansen, dat ze vijftien jaar deed, weer oppikte. In 2019 resulteerde dat in een optreden met het Ballet Vlaanderen. Het leverde haar in 2018 een cameo op in het stripverhaal Balletkoorts in de reeks Jommeke.

## Personalia
In 2012 is Hanne Decoutere gehuwd. Het koppel kreeg in 2014 hun eerste kindje, en in 2016 een tweede.